# Província de Chikuzen
Chikuzen ((筑前国, Chikuzen no kuni) foi uma antiga província do Japão na área que hoje é parte da prefeitura de Fukuoka em Kyūshū, exceto as partes sul e leste de Fukuoka. Chikuzen fazia fronteira com as províncias de Buzen, Bungo, Chikugo e Hizen.

Mapa das províncias japonesas (1868) com a província de Chikuzen em destaque

Acredita-se que a capital original da província ficava próxima à atual  Dazaifu, apesar da cidade de Fukuoka ter se tornado dominante nos tempos modernos.
No final do século XIII, Chikuzen foi o ponto de desembarque de uma força de invasão mongol. Mas a força principal foi destruída por um tufão (depois chamado de kamikaze).

## Governadores
- Yamanoue no Okura - (726 - 732) [1]